# 津久井せんべい

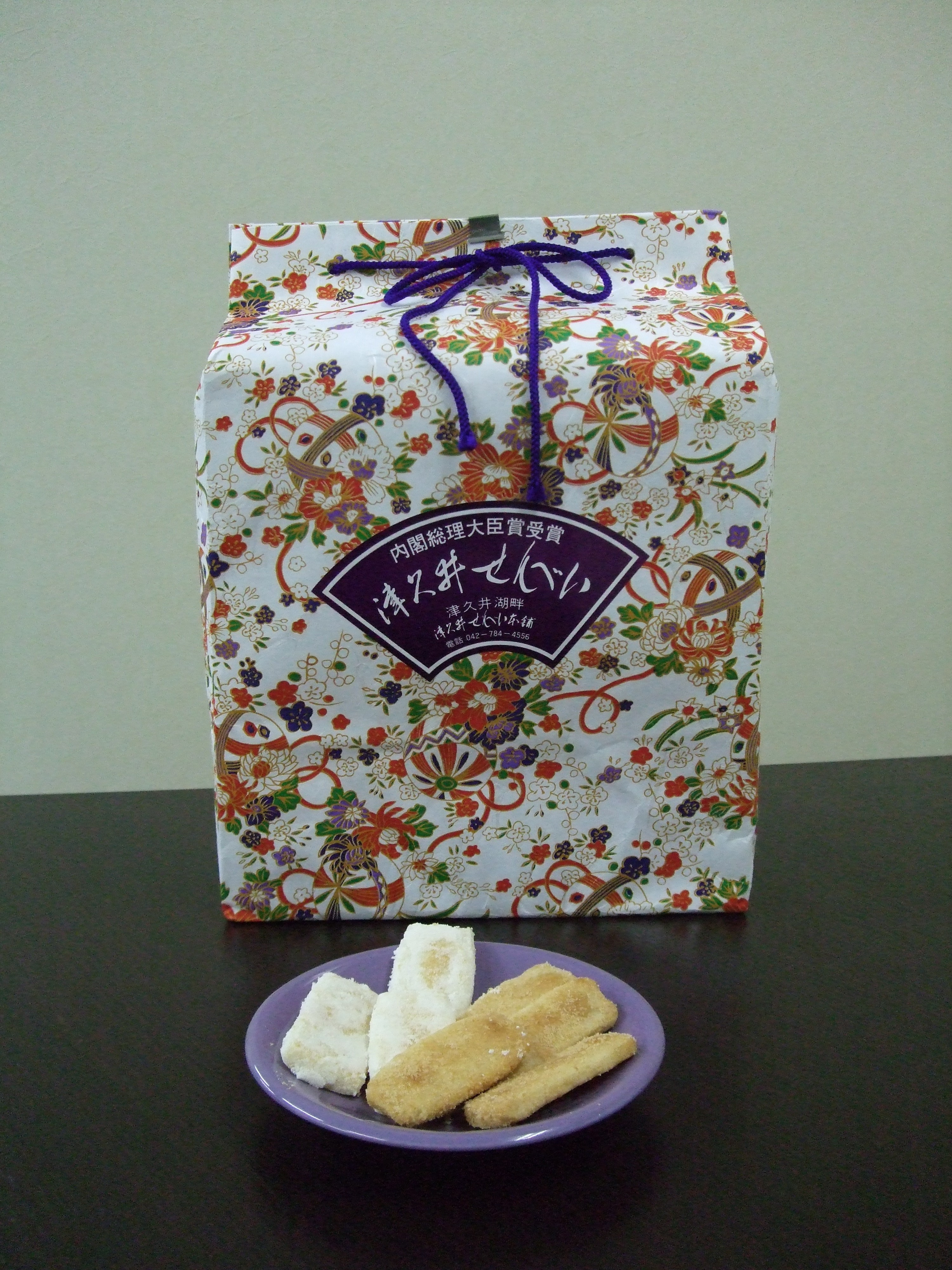
津久井せんべい詰め合わせ/ブランデーとあまから（皿上）

津久井せんべい（つくいせんべい）とは神奈川県相模原市緑区太井にある「津久井せんべい本舗」が製造するせんべいのことである。神奈川県指定銘菓。平成10年度の第23回全国菓子大博覧会にて内閣総理大臣賞を受賞し、フジテレビ「なるほど!ザ・ワールド」などでも紹介された「ブランデーせんべい」が有名。本舗の玄関にはニューヨークの自由の女神像が置かれている。2012年には食事処『季逢庵(きほうあん)』を併設。2020年よりインターネットでの販売を開始。

## 概要
「津久井せんべい本舗」は相模川にある津久井湖（城山ダムのダム湖）畔にある。1952年（昭和27年）創業。味の種類は、内閣総理大臣賞受賞のブランデーせんべい（商標登録第5486150号）をはじめ、20種類以上。大部分のせんべいは長方形で、亀田製菓のハッピーターンのようにパウダーが振りかけられている商品もある。他にも、丸型の平べったいせんべいやあられ状のものもある。米は新潟産あるいは山形産のコシヒカリやはえぬきを使用、合成着色料や香料、保存料は一切使用していない。店頭で試食が可能。「彩り」（ブランデー、生姜、梅じそ、ちちがしら）の他、いろいろな味を詰め合わせた豪華詰め合わせセットがある。

## せんべいの味の種類
- ブランデー
  - 平成10年度内閣総理大臣賞他受賞。ブランデーはナポレオンを使用。
  - アルコールが含まれているので、未成年者・ドライバーの方等は注意。
- あまから - 砂糖じょうゆ味
- 津久井せんべい（しょうゆ） - 後述の大丸のようなオーソドックスな醤油味（津久井地醤油とは色が異なる）。
- ちち辛し - 七味唐辛子（やげん堀）と醤油で味付けしたあられ
- ザラ丹 - 醤油とざらめを使用
- カレー
- しょうが
- マヨネーズ
- ちちがしら - 砂糖醤油で味付けしたあられ
- お抹茶 - 抹茶のメレンゲを使用。
- コショー - 塩・胡椒で味付けした
- 梅じそ - 梅しそ入りのメレンゲ
- 津久井城大豆 - 地大豆（津久井在来大豆）をきな粉として使用。
  - きな粉 - 同上の小袋で販売。
- 津久井城醤油 - オーソドックスな醤油味の津久井せんべいより色が濃い。相模原市醸造元井上醤油の玉久醤油と粉末のりを使用
- 津久井城地酒 - 地酒「相模灘」と酒粕を使用。
- のり巻き - のり巻きは料亭で使われている高級海苔を使用。
- おぼろ巻き - とろろ昆布を巻いたせんべい
  - 昭和44年東京都米菓品評会にて農林大臣賞を受賞。
- 大丸 - 醤油味の円形のせんべい。砂糖大丸・辛丸・ざら丸の姉妹品もある。
  - 砂糖大丸 - メレンゲでコーティングしたせんべい。
  - 辛丸（からまる）- 辛いもの好きに大人気のせんべい。表面には特別配合の七味が余すことなくついている。
  - ざら丸 - 大丸の生地に高級ザラメがついており軽やかな甘さ。
  - のり丸 - 海苔を貼り付けたせんべい。終売した「大磯」とは異なり、全面に貼られていない。
- せんべいできるかな？ - オーブントースターで焼いて好みの味付けができる丸いせんべい生地。
- 味噌 - 「フジセン」からのスピンオフ商品。
- 小粒のせんべいできるかな？ - フライパンで炒めて味付けをするあられ状の「せんべいできるかな？」。

### 地域特産コラボ商品
- フジセン※
  - 藤野特産のお茶・柚子（柚子胡椒）・大豆（味噌）を使用した大丸サイズの煎餅。JR藤野駅近くの『ふじのね』、『やまなみ温泉』で数量限定販売。一部店舗でバラ売りもしている。
- ふじの・里山煎餅
  - 地域コラボレーション・プロジェクトの一環として、藤野特産の柚子を使った「ゆずべい」、ブルーベリーを使用した「ぶるべい」を限定販売。
- ぶるべい※　藤野地域にあるブルーベリー観光農園「ブルベの樹」とのコラボ商品
- ゆずべい※　藤野特産の柚を使った商品
- 恐辛（きょうから）せんべい - ハバネロの10倍近くの辛さを持つ地域栽培の「キャロライナ・リーパー」を使用。
- 緑茶ラテべぇ
  - 東京家政学院大学、津久井せんべい本舗、佐野川茶のコラボによって誕生[2]。

### 期間限定品
季節限定のセットの場合、中身は年によって異なる。
※印は現在は通常販売になっている。
- バレンタインせんべい
  - バレンタインデー期間限定販売で特製のラッピングが施されている、ココア風味[3]。現在も冬季・バレンタインデー限定でココアせんべいとして販売。
  - ハートのせんべいできるかな？ - ハートの形をした「せんべいできるかな？」。
- いちご※
  - 2023年からはストロベリーチョコを使用。
- おひなまつり
  - 雛祭り期間限定の雛あられ。
- 子供の日のお祝い
  - こどもの日期間限定のせんべいの詰め合わせ（カレー、抹茶、砂糖）。
  - 2025年はちちがしら入り。
- さくらのミニパック
  - 桜の花びらをデザインしたパッケージの春季限定のせんべい詰め合わせ（あまから、抹茶、ちち辛子）。
  - 2023年度版はいちごチョコ・抹茶・あまからの組み合わせ。
  - 2024年度版はさくら・あまから・ちちがしらの組み合わせ。
- さくらせんべい - 桜の花びらを練りこんだせんべい。春季限定。
- さくらだいまる - 桜の花びらを使用した大丸シリーズ。春季限定。
- レモン - レモンの皮をすりおろした。夏季限定。
- 3種アソート・夏限定
  - 夏季限定のギフトセット（レモン、あまから、ブランデー）。
  - 2023年度版はレモン・ブルーベリー・柚子の組み合わせ。
  - 2024年度版はレモン・ローズヒップ・柚子の組み合わせ。
- ミルク - 北海道産の牛乳（全粉乳）を使用。夏季限定。
- 夏色つめあわせ
  - 2025年夏限定。「あまから」もしくは「ザラ丹」「抹茶」「うめじそ」「醤油」「ちち辛子」もしくは「ちちがしら」「レモン」「ミルク」の7種類の詰め合わせ。
- 猫の日限定(ねこまみれシリーズ) - 猫をあしらったパッケージに各種せんべい・あられが入っている。
  - 「みけ」「たま」（3ヶ月）の猫の形をした四角い箱にそれぞれ「ちち辛子」「ちちがしら」が入っている。
    - 「ミミ」 - 「みけ」「たま」の末っ子(ちちがしら入り)。

  - 「ねこぽしぇっと」「ねこニャンニャン」 - 「あまから」「ここあ」「ザラ丹」入り。
  - 「おさんぽ'もも'ちゃん」 - 「ザラ丸」「ねこまる(しょうゆ)」「あまから」「ちちがしら」入り。
- 神奈中バスコラボ
  - 神奈川中央交通とのコラボ商品。バスを象ったケースに「あまから」「ちちがしら」「カレー」「マヨネーズ」「ざらたん」が入っている。
- ハロウィン小袋
  - ハロウィーンのデザインをあしらったパッケージ。「あまから」「ちち辛子」「ちちがしら」「マヨネーズ」「しょうが」の5種類。
- コン・ポタ味 - コーンポタージュ風味。秋・冬季限定。

### 過去の販売商品
- ブルーベリーブランデーせんべい[4]
- 紅茶ブランデーせんべい[5]
- マロンブランデーせんべい[6]
- モロヘイヤ
- サラダ - 日清製油の綿実油を使用
- 羽衣 - サラダとのり巻き
- 揚げスティック - 塩味とコショー味の2種類を販売。
- わさび
- びんちょう炭 - 炭色をしたせんべい[7]。
- 大磯 - 海苔でくるんだ円形のせんべい。
- 大胡麻 - 黒ごまをまぶした円形のせんべい。
- 海老サラダ - サラダ油とサクラエビを使用。
- ワイン
  - 昭和59年全国菓子大博覧会副総裁賞を受賞。
  - アルコール含有。
- 梅の花 - 梅干と砂糖：贈答用限定で販売。
- コーヒー - キリマンジャロを使用
- ねこまみれシリーズ
  - 猫の顔をデザインした小袋で販売。「まんまるねこ」に大丸、「ぽっちゃりねこ」に甘辛が入っている。

## 販売店
- 津久井せんべい本舗
- ミウィ橋本 1階
- 髙島屋 横浜店 銘菓百選内
- 津久井湖観光センター（津久井湖城山公園内）
- 津久井郡農業協同組合直売所「あぐりんず」
- ダイエー津久井店
- プレジャーフォレスト売店
- 藤野駅　観光案内所ふじのね
- ボーノ内　相模原市アンテナショップ「sagamix(サガミックス)